# Gerrie Timmermans
Gerrie Timmermans (Boxtel, 9 april 1952) is een voormalige Nederlandse atlete, die was gespecialiseerd in de lange afstand.

## Loopbaan
In 1983 won Timmermans City-Pier-City Loop (21,1 km) in 1:18.44. Ze won de eerste Bredase Singelloop (21,1 km) in 1986 in een tijd van 1:20.25. Een jaar later won ze de Zevenheuvelenloop (15 km) in 57.16.
Timmermans was lid van AV Marvel.

## Persoonlijke records
Baan
| Onderdeel | Prestatie | Datum            | Plaats     |
| --------- | --------- | ---------------- | ---------- |
| 3000 m    | 10.05,2   | 26 augustus 1989 | Steinbach  |
| 5000 m    | 16.50     | 1992             | Maastricht |
| 10.000 m  | 34.58     | 1989             | Den Haag   |

Weg
| Onderdeel      | Prestatie | Datum             | Plaats      |
| -------------- | --------- | ----------------- | ----------- |
| 15 km          | 53.26     | 23 september 1989 | Zevenbergen |
| 10 Eng. mijl   | 58.23     | 1986              | Rotterdam   |
| 20 km          | 1:11.42   | 1988              | Hilversum   |
| halve marathon | 1:14.20   | 28 oktober 1989   | Etten-Leur  |
| marathon       | 2:41.11   | 16 april 1989     | Rotterdam   |

## Palmares

### 15 km
- 1986:  Zevenheuvelenloop - 56.00
- 1987:  Zevenheuvelenloop - 57.16
- 1988: 4e Zevenheuvelenloop - 56.42
- 1989:  Zevenheuvelenloop - 54.09
- 1990: 7e Zevenheuvelenloop - 58.46
- 1991: 9e Zevenheuvelenloop - 54.51
- 1992: 14e Zevenheuvelenloop - 55.08

### halve marathon
- 1983:  City-Pier-City Loop  - 1:18.44 (te kort)
- 1984: 8e halve marathon van Egmond - 1:26.12
- 1986:  Bredase Singelloop - 1:20.25
- 2000:  Beekse Marathon - 1:25.43

### 30 km
- 1989: 10e Groet uit Schoorl - 2:13.17

### marathon
- 1983:  NK in Enschede - 2:47.58 (8e overall)
- 1983: 21e marathon van Tokio - 2:52.40
- 1983: 7e marathon van Amsterdam - 2:53.59
- 1986: 31e Europese Cup in Huy - 2:46.42
- 1986: 4e marathon van Amsterdam - 2:55.47
- 1989: 4e marathon van Rotterdam - 2:41.11
- 1989: 21e marathon van Berlijn - 2:41.14